# Diglossa glauca
Diglossa glauca là một loài chim trong họ Thraupidae.